# Сонет 18
Сонет 18 (англ. Sonnet 18) — один из 154 сонетов, написанных Уильямом Шекспиром и впервые опубликованных в 1609 году. Дата написания неизвестна, существуют разные гипотезы на этот счёт. По результатам компьютерного анализа создание первых 60 сонетов датируют началом 1590-х годов, а к началу 1600-х относят их редактирование, но не все исследователи с этим согласны. Возможно, Шекспир редактировал все сонеты до момента их публикации.
Предположительно первое издание не было авторизованным. Тем не менее начиная с 1711 года сонеты публикуются в той же последовательности, и учёные на основе изначальной нумерации раскрывают историю любовного треугольника, которая служит подтекстом для всего цикла.
18-й сонет относится к числу стихотворений, посвящённых другу: в них Шекспир обращается к не названному по имени молодому мужчине. Личность последнего остаётся загадкой, но в большинстве гипотез фигурируют Генри Ризли, 3-й граф Саутгемптон, и Уильям Герберт, 3-й граф Пембрук.
В отличие от предыдущих 17 сонетов, здесь автор уже не убеждает друга жениться и оставить потомство. 18-й сонет открывает собой новую группу стихотворений, в которых Шекспир чаще всего напрямую обращается к другу, рассказывая ему о своих чувствах. Он пишет о краткости жизни и о том, что адресат сонета будет «вечно жить в строках поэта».
Как почти все сонеты Шекспира (кроме 145-го), 18-й сонет написан пятистопным ямбом.